# Karl Schmidt (Volkskundler)

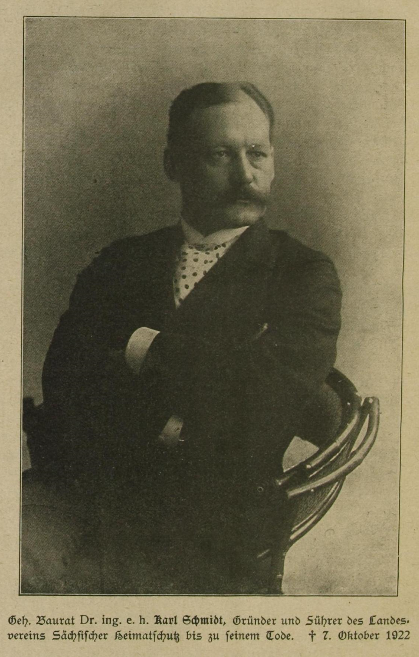
Karl Schmidt

Karl Louis Florenz Schmidt (* 16. November 1853 in Erfurt; † 7. Oktober 1922 in Dresden) war ein deutscher Volkskundler, Architekt und sächsischer Baubeamter. Schmidt gründete 1908 mit dem Volkskundler Oskar Seyffert den Landesverein Sächsischer Heimatschutz, den Schmidt auch bis zu seinem Tod leitete.

## Leben

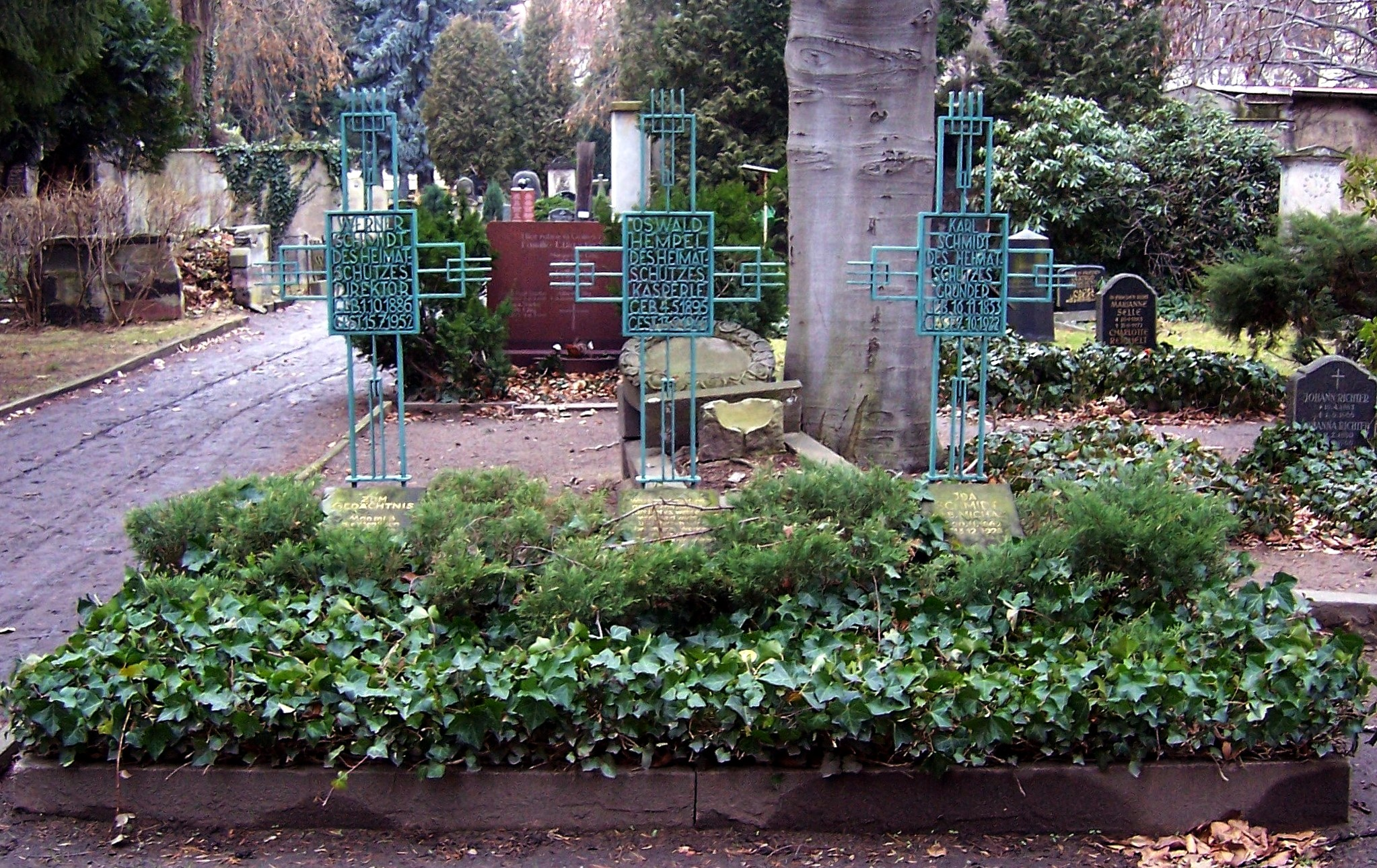
Gedenkstätte Sächsischer Heimatschutz auf dem Inneren Neustädter Friedhof in Dresden, rechts das Grab von Karl Schmidt

Schmidt schloss 1878 sein Studium des Hochbaufachs am Polytechnikum Dresden ab. Er wurde 1883 technischer Hilfsarbeiter im sächsischen Finanzministerium, das für das staatliche Bauwesen zuständig war. 1885 wurde er zum Landbau-Assistenten befördert, 1891 zum Landbau-Inspektor und 1898 zum Landbaumeister. In diesem Rang leitete er ab dem 1. Juli 1899 das Landbauamt Meißen. Nach etwa anderthalb Jahren übernahm er die Verwaltung des Landbauamts I in Dresden, wo er 1900 zum Baurat ernannt wurde.
Am 1. Januar 1902 wurde er als Finanz- und Baurat an die Hochbau-Abteilung beim sächsischen Finanzministerium als Stellvertreter der technischen vortragenden Räte berufen. Nach knapp zwei Jahren erfolgte dort am 21. Dezember 1903 seine Beförderung zum Oberbaurat. Am 1. April 1912 wurde er dort zum Geheimen Baurat ernannt und 1918 zum technischen vortragenden Rat berufen. Seine Hoffnung, nach dem Rücktritt Edmund Waldows 1913 die Vertretung des gesamten Hochbauwesens des sächsischen Staates zu erhalten, erfüllte sich nicht. Am 30. Juni 1919 trat er in den Ruhestand.
Karl Schmidt starb am 7. Oktober 1922. Die Beerdigung, „bei der ihm die sächsische Geistesaristokratie zahlreich die letzten Ehren erwies“, fand drei Tage später auf dem Inneren Neustädter Friedhof in Dresden statt.

## Wirken
Aus den vielfaltigen amtlichen Tätigkeiten Karl Schmidts ragen unter anderem die Wiederherstellungsarbeiten am Dresdner Zwinger und die Errichtung der Baugruppe der neuen Kunstgewerbeschule Dresden hervor. Daneben war er verantwortlich für zahlreiche Neubauten und Umbauten, insbesondere in den Geschäftsbereichen des Justizministeriums und des Ministeriums des Kultus und öffentlichen Unterrichts, sowie der vormaligen Generaldirektion der königlichen Sammlungen.
Daneben engagierte sich Schmidt für den Schutz der sächsischen Heimat. Dabei war ihm seine amtliche Stellung hilfreich, da sie zum einen Autorität ausstrahlte und zum anderen die Möglichkeit verlieh, Neubauten im Sinne des Heimatschutzes so zu kalkulieren, dass die entstehenden Ersparnisse in den leitenden Stellen der Ministerien überzeugen konnten. Im Februar 1897 begründete er mit Oskar Seyffert und Eugen Mogk den Verein für Sächsische Volkskunde. Zusammen mit Seyffert gründete er 1908 den Landesverein Sächsischer Heimatschutz, dessen Präsident er bis zu seinem Tod im Jahr 1922 blieb. Nach dem Tod von Ottomar Reichelt wurde Schmidt 1912 zum Mitglied der Kommission zur Erhaltung der Kunstdenkmäler in Sachsen ernannt.
Die ehrenamtliche Tätigkeit auf dem Gebiet der Denkmalpflege und des Heimatschutzes, wozu auch die Bauaufnahmen des deutschen Bauern- und Bürgerhauses in Sachsen gehörten, war sein eigentliches Lebenswerk. Durch sein Wirken auf diesen Gebieten hat er sich über die sächsischen Grenzen hinaus Anerkennung verdient, was sich unter anderem 1917 in der Verleihung der Ehrendoktorwürde (als Dr.-Ing. E. h.) der Technischen Hochschule Hannover zeigte.
Im Dresdner Stadtteil Loschwitz ist nach ihm der Karl-Schmidt-Weg benannt. Dieser Panoramaweg zweigt von der durch den Loschwitzgrund führenden Grundstraße südlich ab und führt bergauf durch ein Wäldchen in den „Schöne Aussicht“ genannten Teil von Oberloschwitz. Bis 1933 trug der 1873 privat angelegte Weg den Namen Alpenweg, nach der Ausflugsgaststätte Schweizerei, zu der er führte. Schmidt hatte sich, nachdem die Gemeinde Loschwitz eine zunehmende Belastung der Verkehrswege und eine Beeinträchtigung des Landschaftsbilds befürchtete, für die Schließung der an der Grundstraße 60/62 gelegenen Tintenfabrik Leonhardi eingesetzt, die seit der Übernahme des Geländes im Jahr 1854 mehrfach erweitert worden war. Ihr Areal sollte zu einer Parkanlage umgestaltet werden, was allerdings erst posthum erfolgte und durch den Zweiten Weltkrieg nicht von Dauer war.